# Пияна гора
Пияна гора е термин за гора с изкривени или наклонени в една или в различни страни стволове на дървета, което е обусловено от деформации в повърхностния почвен слой по време на техния растеж. С най-голяма известност се ползват участъците с пияна гора в районите със свлачища (по десния бряг на река Волга в нейното средно течение, черноморското крайбрежие на Кавказ, южното крайбрежие на Кримския полуостров). В България това явление се наблюдава най-вече по северното черноморско крайбрежие между Варна и Балчик. Пияна гора се среща също в области с развитие на термокарст (особено в Якутия) и в карстови райони, където има свежи пропадания на терена, покрай отворите на понори и др.